# Охотник (фильм, 2010)
«Охотник» — российский фильм 2010 года режиссёра Бакура Бакурадзе.
В 2011 году фильм участвовал в конкурсе в программе «Особый взгляд» Каннского кинофестиваля.
На фестивале «Кинотавр» фильм был награждён призом за лучшую режиссуру (Бакур Бакурадзе), призом Гильдии киноведов и кинокритиков РФ и призом за лучшую женскую роль (Татьяна Шаповалова).
Фильм также принимал участие в Международный кинофестиваль Art Film Fest, в программе российского кино Московского международного кинофестиваля, в кинофестивале «Новые горизонты» в Польше.

## Сюжет
Иван Дунаев — фермер, у него есть жена, дочь-подросток и маленький сын. Он любит ходить на охоту, и его существование вращается вокруг фермы и охоты.
На его ферме начинают работать Люба и Рая — заключенные из местной колонии.

## В ролях
- Михаил Барскович — Иван Дунаев
- Гера Авдоченок — Коля
- Владимир Дежилев — Виктор
- Оксана Семенова — жена Дунаева
- Татьяна Шаповалова — Люба
- Екатерина Максютова — Рая
- Сергей Долгошейн

## Съемочная группа
- Режиссёр, сценарист — Бакур Бакурадзе
- Продюсер — Сергей Сельянов, Арчил Геловани
- Оператор — Николай Вавилов

## Награды
- 2011 — Гран-при за лучший фильм «Золото Лістапада» на кинофестивале «Листопад» в Минске